# Портрет Станислава Станиславовича Потоцкого
«Портрет Станислава Станиславовича Потоцкого» — картина Джорджа Доу и его мастерской из Военной галереи Зимнего дворца.
Картина представляет собой погрудный портрет генерал-майора графа Станислава Станиславовича Потоцкого из состава Военной галереи Зимнего дворца.
К началу Отечественной войны 1812 года полковник граф Потоцкий служил в лейб-гвардии Преображенского полкаи был флигель-адъютантом, состоял при Главной квартире, отличился в Бородинском сражении. Во время Заграничных походов 1813 и 1814 годов отличился в сражениях под Калишем, при Лютцене и в Битве народов под Лейпцигом, был произведён в генерал-майоры. В кампании 1814 года во Франции он состоял при императоре Александре I и отличился в сражениях при Ла-Ротьере и Арси-сюр-Обе, а также при взятии Парижа. В кампании Ста дней состоял при баварской армии.
Изображён в генерал-адъютантском мундире, введённом в 1815 году, на эполетах вензель императора Александра I, на плечи наброшена меховая шинель. Слева на груди звезда ордена Св. Анны 1-й степени с алмазами и генерал-адъютантский аксельбант; на шее кресты Св. Владимира 3-й степени, австрийского ордена Леопольда 2-й степени, прусских орденов Красного орла 2-й степени и Пур ле мерит, а также ордена Св. Иоанна Иерусалимского; справа на груди крест ордена Св. Георгия 4-го класса, серебряная медаль «В память Отечественной войны 1812 года» на Андреевской ленте, бронзовая дворянская медаль «В память Отечественной войны 1812 года» на Владимирской ленте, кресты французского ордена Св. Людовика и баварского Военного ордена Максимилиана Иосифа 3-й степени, а также звезда польского ордена Св. Станислава. Подпись на раме: Графъ С. С. Потоцкiй, Генералъ Маiоръ.

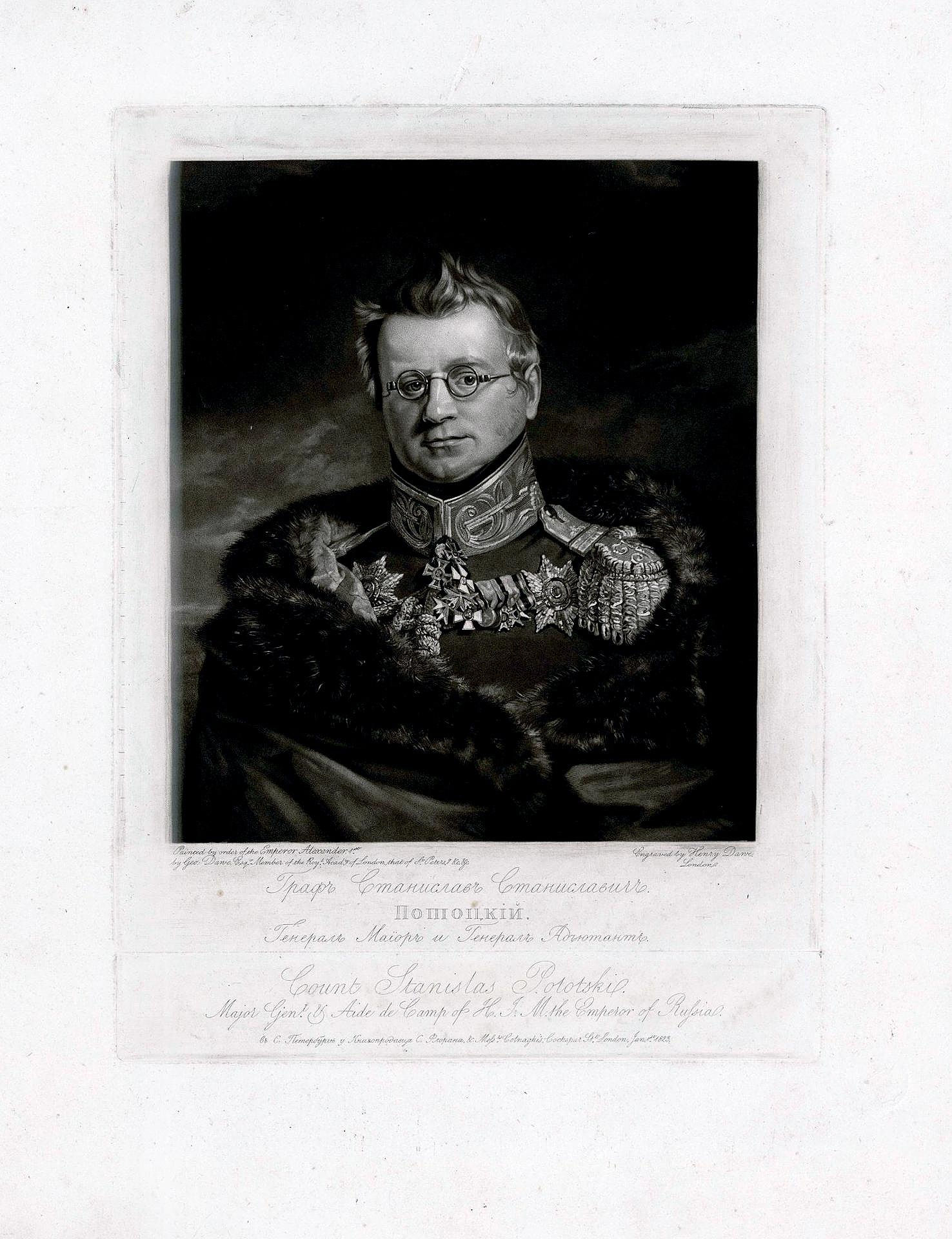
Гравюра Г. Доу. Эрмитаж

Несмотря на то, что 7 августа 1820 года Комитетом Главного штаба по аттестации граф Потоцкий был включён в список «генералов, служба которых не принадлежит до рассмотрения Комитета», фактическое решение о написании его портрета было принято ранее: гонорар Доу был выплачен ещё 14 апреля и 17 мая 1820 года. Закончен же галерейный портрет был не позже октября 1822 года, поскольку в Лондоне фирмой Messrs Colnaghi по заказу петербургского книготорговца С. Флорана была сделана гравюра Г. Доу с указанием даты январь 1823 года (следует учесть, что исходная работа для создания гравюры доставлялась в Лондон морем, а навигация в Санкт-Петербурге обычно прекращалась в октябре). Отпечаток этой гравюры также имеется в собрании Эрмитажа (бумага, меццо-тинто, 59 × 48 см, инвентарный № ЭРГ-459). Готовый портрет был принят в Эрмитаж 7 сентября 1825 года.